# Châtelard (Villers-le-Lac)
Pour les articles homonymes, voir Le Châtelard.
Le Châtelard est un sommet du massif du Jura en France. Il culmine à 1 030 mètres d'altitude sur la commune de Villers-le-Lac à proximité de la frontière suisse. Il domine de plus de 300 mètres le lac de Moron formé par le barrage du Châtelot.